# Rome, From Mount Aventine
Rome, From Mount Aventine (Roma, Dal monte Aventino) è un dipinto del 1835 di JMW Turner, basato su disegni da lui stesso realizzati in città nel 1828. Il dipinto rappresenta una veduta della città di Roma dell'epoca dalla sommità del monte Aventino.

## Storia
Il dipinto fu esposto alla Royal Academy nel 1836, quando fu descritto dal Morning Post come "uno di quei fantastici quadri con cui il signor Turner abbaglia l'immaginazione e confonde tutte le critiche: è al di là di ogni lode".
Era stato commissionato a Turner da Hugh Andrew Johnstone Munro di Novar e rimase nella sua collezione di famiglia fino a quando non fu acquistato dal V conte di Roseberry nel 1878. Rimase poi nella collezione Roseberry fino al 2014. È stato venduto da Sotheby's a Londra il 3 dicembre 2014 a un offerente telefonico per £ 30,3 milioni incluso il premio dell'acquirente, dopo aver avuto una stima di £ 15-20 milioni.